# Marko Lazetić
Marko Lazetić (22. leden 2004, Bělehrad, Srbsko) je srbský fotbalový útočník, hrající od léta 2024 za srbský klub Bačka Topola, kde je na hostování z Milána.
Ve věku 16 let a 10 měsíců, nastoupil do prvního ligového utkání za mateřský klub FK Crvena zvezda. Dne 27. ledna 2022 přestoupil do italského klubu AC Milán za 4 miliony Euro a podepsal smlouvu do roku 2026. První utkání za Rossoneri odehrál 19. dubna 2022 v italském poháru na poslední čtyři minuty hry.

## Statistiky
| Sezóna  | Klub            | Liga       | Liga   | Liga | Domácí poháry | Domácí poháry | Domácí poháry | Kontinentální poháry | Kontinentální poháry | Kontinentální poháry | Celkem | Celkem |
| Sezóna  | Klub            | Soutěž     | Zápasy | Góly | Soutěž        | Zápasy        | Góly          | Soutěž               | Zápasy               | Góly                 | Zápasy | Góly   |
| ------- | --------------- | ---------- | ------ | ---- | ------------- | ------------- | ------------- | -------------------- | -------------------- | -------------------- | ------ | ------ |
| 2020    | Crvena zvezda   | SuperLiga  | 1      | 0    | -             | 0             | 0             | -                    | 0                    | 0                    | 1      | 0      |
| 2020/21 | Grafičar        | První liga | 14     | 4    | -             | 0             | 0             | -                    | 0                    | 0                    | 14     | 4      |
| 2021/22 | Crvena zvezda   | SuperLiga  | 14     | 1    | -             | 0             | 0             | LM+EL                | 1+1                  | 0                    | 16     | 1      |
| 2022    | Milán           | Serie A    | 0      | 0    | IP            | 1             | 0             | -                    | 0                    | 0                    | 1      | 0      |
| 2022/23 | Milán           | Serie A    | 1      | 0    | IP+IS         | 0+0           | 0+0           | LM                   | 0                    | 0                    | 1      | 0      |
| 2023    | Altach          | Bundesliga | 10     | 0    | -             | 0             | 0             | -                    | 0                    | 0                    | 10     | 0      |
| 2023/24 | Fortuna Sittard | Eredivisie | 8      | 0    | NP            | 1             | 0             | -                    | 0                    | 0                    | 9      | 0      |
| 2024/25 | Bačka Topola    | SuperLiga  | 25     | 1    | SP            | 2             | 0             | EL+EKL               | 1+6                  | 0+1                  | 34     | 2      |
| Celkově | Celkově         | Celkově    | 73     | 6    | -             | 4             | 0             | -                    | 9                    | 1                    | 86     | 7      |

## Úspěchy

### Klubové
- vítěz italské ligy (1x)

Milán: 2021/22